# Moonbyul
Moon Byul-yi (hangul: 문별이), mer känd under artistnamnet Moonbyul (hangul: 문별), född 22 december 1992 i Bucheon, är en sydkoreansk sångerska och låtskrivare.
Hon har varit medlem i den sydkoreanska tjejgruppen Mamamoo sedan gruppen debuterade 2014. Moonbyul har skrivit flera låtar till gruppens olika album.

## Diskografi

### Singlar
| År                    | Titel                        | Topplacering          |
| År                    | Titel                        | Sydkorea (Gaon Chart) |
| Samarbete & medverkan | Samarbete & medverkan        | Samarbete & medverkan |
| --------------------- | ---------------------------- | --------------------- |
| 2015                  | "Like Yesterday" (med Solar) | 54                    |
| 2015                  | "Nothing" (av Yoo Sung-eun)  | 16                    |
| 2016                  | "Dab Dab" (med Hwasa)        | 69                    |